# تضافر

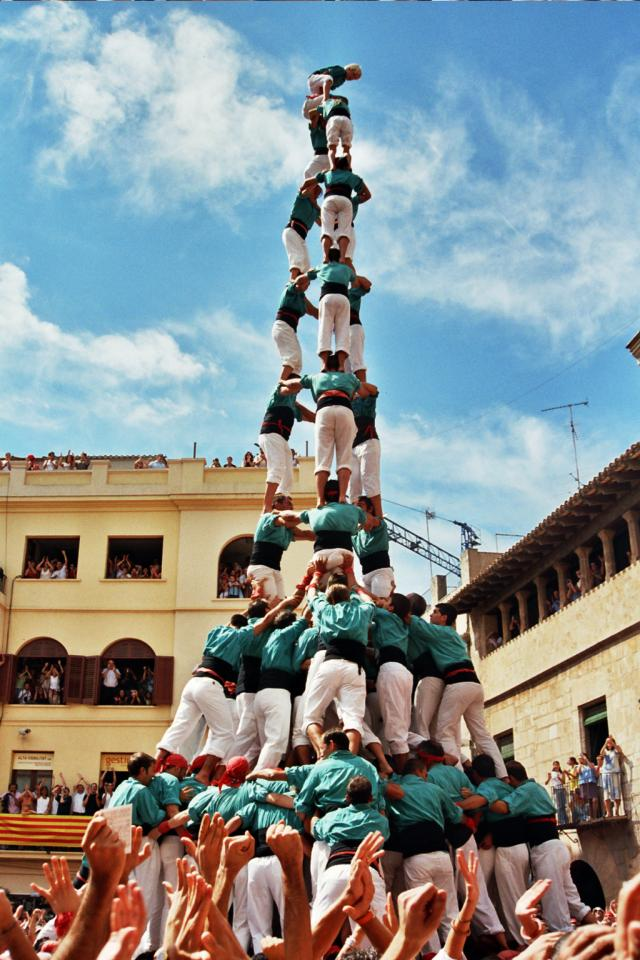

التضافر (بالإنجليزية: collaboration) هو العمل معا لتحقيق هدف ما. يعتمد التضافر مفاهيم العملية العودية حيث يعمل شخصين أو منظمتين أو أكثر معا للاتفاق على أهداف المشتركة. وبخلاف تقاطع الأهداف المشتركة التي تحدد في المشاريع التعاونية، فإن العمل التضافري يتعمق بدرجة كبيرة وبشكل جماعي للتوصل إلى تحديد أهداف متطابقة. ومن أهم خصائص العمل التضافري المشاركة في المعرفة، التعلم وتطور المعرفة بشكل مستمر، وتحقيق التفاهمات. ومن الضروري وجود قيادة تضافرية للعمل التي يمكن أن تكون قيادة مجتمعية لامركزية أو مساواتية.
الشكل المنهجي للعمل التضافري يشجع التفكر بالسلوك والتواصل الذيْنِ يساعدان في نجاح الفريق المشارك في إيجاد الحلول بطريقة تضافرية. ولتحقيق هذه الأهداف، يستعمل عادة نماذج، أو الروبرك أو الرسوم البيانية لتوثيق موضوعي بهدف تحسين الأداء في المشاريع الحالية والمستقبلية.

## أنظر أيضا
- تعاون
- تضافر جماعي
- قيادة تضافرية
- دينامية الجماعة
- نمط الإدارة الأنثوي
- الفزعة